# Guny
Guny es una comuna francesa situada en el departamento de Aisne, de la región de Alta Francia.

## Geografía
Está ubicada a 23 km al oeste de Laon.

## Demografía
| 580 | 562 | 594 | 549 | 508 | 447 | 433 | 419 |
| Para los censos de 1962 a 1999 la población legal corresponde a la población sin duplicidades (Fuente: INSEE [Consultar]) |     |     |     |     |     |     |     |